# Obed Hall
Obed Hall (* 23. Dezember 1757 in Raynham, Bristol County, Province of Massachusetts Bay; † 1. April 1828 in Bartlett, New Hampshire) war ein US-amerikanischer Politiker. Zwischen 1811 und 1813 vertrat er den Bundesstaat New Hampshire im US-Repräsentantenhaus.

## Werdegang
Über Madbury kam Obed Hall nach Bartlett in New Hampshire, wo er in der Landwirtschaft arbeitete. In seiner neuen Heimat wurde er dann Gastwirt. Im Jahr 1790 war er Landvermesser im Straßenbau. Damals begann er auch eine politische Laufbahn. Hall trat der von Thomas Jefferson gegründeten Demokratisch-Republikanischen Partei bei. Zwischen 1791 und 1823 war er mehrfach Mitglied im Gemeinderat von Bartlett. In den Jahren 1802 und 1803 war Hall Abgeordneter im Repräsentantenhaus von New Hampshire. Danach wurde er von Gouverneur John Taylor Gilman zum Berufungsrichter ernannt.
Bei den Kongresswahlen des Jahres 1810, die staatsweit abgehalten wurden, wurde Hall für das dritte Abgeordnetenmandat von New Hampshire in das US-Repräsentantenhaus in Washington, D.C. gewählt. Dort trat er am 4. März 1811 die Nachfolge von William Hale von der Föderalistischen Partei an. Nach nur einer Legislaturperiode im Kongress musste er sein Mandat am 3. März 1813 wieder an Hale abgeben. Während seiner Zeit im Repräsentantenhaus begann der Britisch-Amerikanische Krieg von 1812.
Nach dem Ende seiner Zeit im Kongress blieb Hall weiterhin politisch aktiv. Er war zeitweise im Gemeinderat von Bartlett. Im Jahr 1819 wurde er in den Senat von New Hampshire gewählt. Obed Hall starb am 1. April 1828 in seinem Wohnort Bartlett.